# Klein Begijnhof Leuven

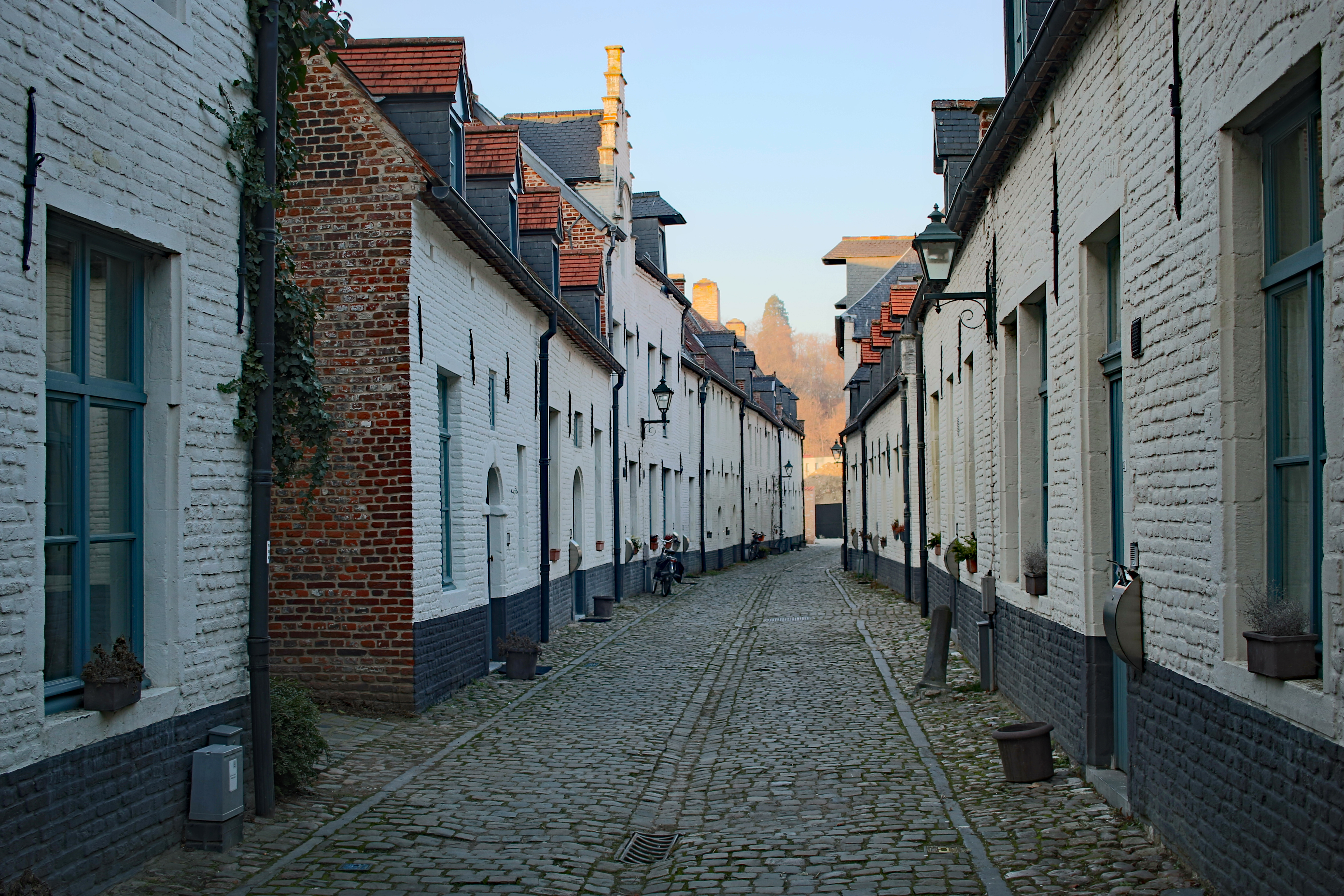
Klein begijnhof in Leuven

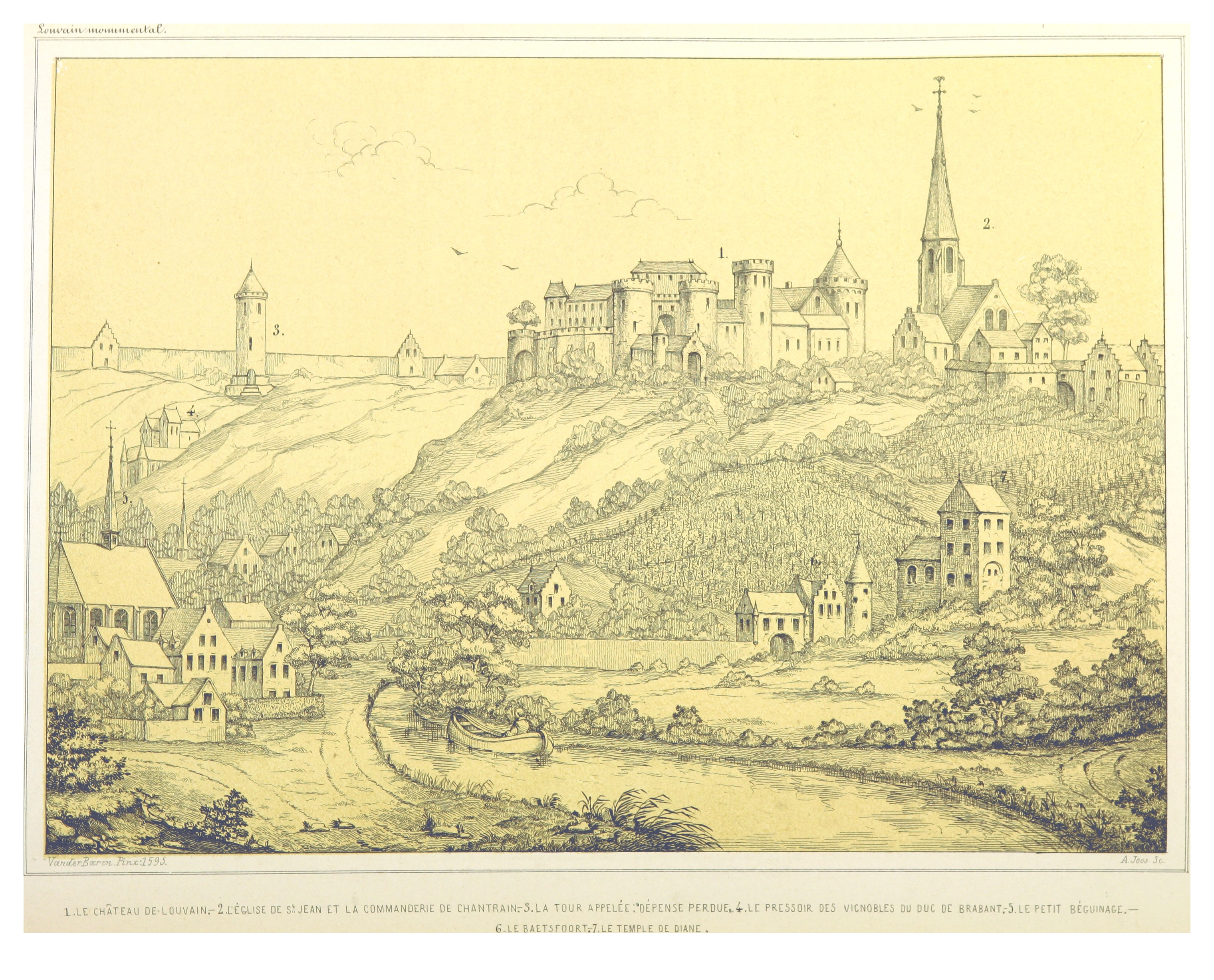
Klein Begijnhof (links) aan de voet van de Keizersberg (rechts)

Het Klein Begijnhof van Leuven is een woonwijk bestaande uit een straat en twee doodlopende steegjes ten noorden van de Sint-Geertrui-abdij. Tot in de 19e eeuw werd deze wijk bewoond door begijnen. Dit begijnhof is klein tegenover het Groot Begijnhof Leuven aan de andere kant van de stad. Beide hebben geen gemeenschappelijke geschiedenis (in tegenstelling tot bijvoorbeeld het Klein Begijnhof Mechelen dat wel verbonden is met het Groot Begijnhof Mechelen).
Het Klein Begijnhof wordt soms ook Oud Begijnhof genoemd. Het woord oud zou niet betekenen dat dit begijnhof ouder is dan het andere, wel dat dit begijnhof over minder financiële middelen beschikte dan zijn grote tegenhanger, waardoor de gebouwen sneller in een vervallen toestand verkeerden. Vandaag resten een dertigtal huizen in traditionele Vlaamse stijl en soberder afgewerkt dan die in het Groot Begijnhof.

## Geschiedenis
De oudste bekende documenten dateren van 1272 (voor het Groot Begijnhof gaat dit bijna een halve eeuw verder terug) en zou ontstaan zijn als een gemeenschap van vrouwen die dienden in de nabijgelegen Sint-Geertrui-abdij (maar zeker is dat niet). Tot 1631 vormde het Klein Begijnhof geen eigen parochie. Pas in de 1636 werd een kerk in laatgotische stijl voor de begijnen gebouwd. Er woonden nooit meer dan 100 begijnen en hun aantal zakte na de Franse Revolutie erg snel weg. In 1862 werd de kerk afgebroken en in 1954 moest ook de infirmerie wijken voor de oprukkende brouwerij Artois. De begijnenhuisjes, sinds de Franse Revolutie eigendom van het OCMW, vervielen steeds verder, totdat in de jaren 90 eerst een schuchtere, later in de jaren 2000 een grondige restauratie werd doorgevoerd. Na de restauratie werden de huisjes weer wit geverfd (waardoor het Klein Begijnhof een ander uitzicht kreeg dan het Groot Begijnhof).
Ongeveer de helft van de huisjes werd in 2005 aan particulieren verkocht. De rest is nog steeds eigendom van het OCMW en wordt aan particulieren verhuurd.